# Wilde wingerd

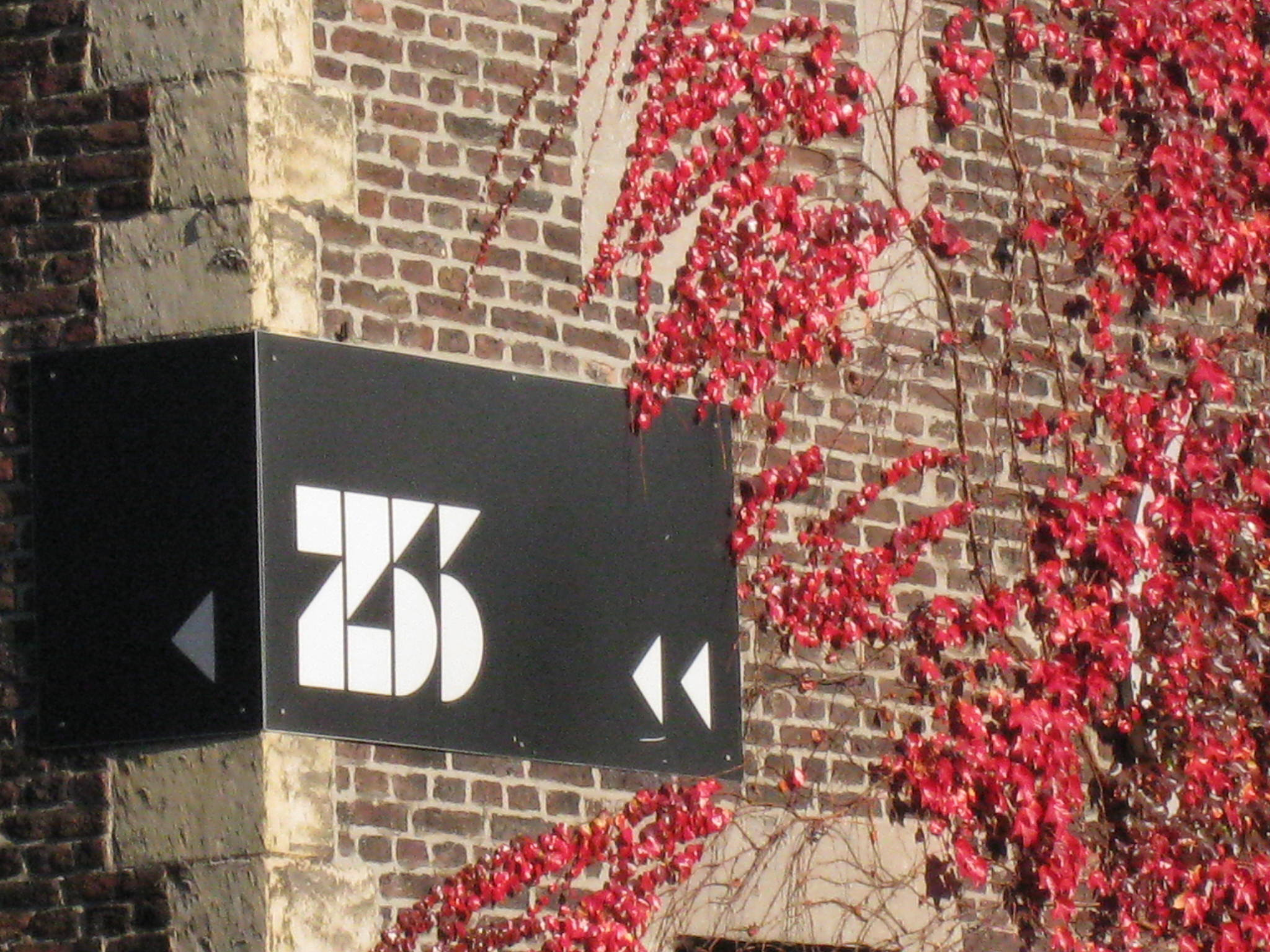
Rood kleurende wilde wingerd

Wilde wingerd (Parthenocissus) is een geslacht van houtige klimplanten uit de wijnstokfamilie (Vitaceae). Het geslacht komt van nature voor in Noord-Amerika, Oost-Azië en de Himalaya. Naast 'wilde wingerd' wordt het geslacht ook wel kortweg 'wingerd' genoemd.

## Soorten
Het geslacht bestaat uit ongeveer twaalf soorten, die elk meestal nog verscheidene variëteiten en cultivars kennen. Die soorten zijn als volgt onder te verdelen:

### Uit Azië
- Drie-bladig:
  - Parthenocissus chinensis C.L.Li: Deze soort groeit in droge streken op hoogtes tussen 1300 en 2300 meter in China in het westen en zuidwesten van Sichuan en in het noordwesten van Yunnan.
  - Parthenocissus heterophylla in China en Taiwan.
  - Parthenocissus semicordata (Wall. ex Roxb.) komt voor in de Himalaya.
  - Parthenocissus feddei (H.Léveillé) C.L.Li: Gevonden op rotsige plaatsen op hoogtes tussen 600 en 1100 meter in de Chinese Provincies: Guangdong, Guizhou, Hubei en Hunan.[3]
- Vijf-bladig:
  - Parthenocissus henryana, Chinese wilde wingerd afkomstig uit China
  - Parthenocissus laetevirens Rehder: Deze soort groeit in bossen tussen bergen op hoogtes tussen 100 en 1100 meter in de chinese Provincies: Anhui, Fujian, Guangdong, Guangxi, Henan, Hubei, Hunan, Jiangsu, Jiangxi, Sichuan en Zhejiang.
- Eén- en drie-bladig:
  - Parthenocissus suberosa Handel-Mazzetti: Deze soort groeit op rotsen op hoogtes tussen de 500 en 1000 meter in de Chinese provincies: Guangxi, Guizhou, Hunan en Jiangxi.[4]
  - Parthenocissus tricuspidata, Oosterse wingerd uit China en Japan, een winterharde, zelfklimmende soort die 5-10 meter hoogte kan bereiken.
  - Parthenocissus dalzielii Gagnepain: Deze soort groeit in China in bossen op hoogtes tussen 200 en 3800 meter.

### Uit Noord-Amerika
- Zeven- en vijf-bladig:
  - Parthenocissus heptaphylla in Texas en Mexico.
  - Parthenocissus vitacea, valse wingerd (Knerr, Hitchc.) komt voor in Noord-Amerika
  - Parthenocissus quinquefolia, de vijfbladige wingerd, komt voor in het oostelijk deel van Noord-Amerika. Dit is een klimplant die in het wild meer dan 30 meter hoog kan worden.

## Naam
De Nederlandse naam 'wingerd' is een verkorting van wijngaard, wat duidt op de verwantschap met de wijnstok (Vitis vinifera).
De botanische naam Parthenocissus werd afgeleid van de Oudgriekse woorden 'parthenos' = maagd en 'kissos' = wingerd.

## Fossiel voorkomen
Pollen van de wilde wingerd is in Europa bekend uit interglacialen. In Nederland is het pollen aangetroffen in afzettingen die dateren uit het onderste deel van het Cromerien en ouder.